# Rho Indi
Rho Indi (ρ Indi, kurz ρ Ind) ist ein Stern der etwa 86 Lichtjahre von der Erde entfernt ist und welcher von einem Exoplaneten umkreist wird. Der Stern hat die scheinbare Helligkeit von 6,06 mag, die 1,07-fache Sonnenmasse, den 1,64-fachen Sonnenradius und ist vom Spektraltyp G4 IV-V.

## Rho Indi b
Der den Stern umkreisende Exoplanet mit der systematischen Bezeichnung Rho Indi b umrundet den Hauptstern in etwa 1300 Tagen und hat eine Mindestmasse von etwa 2 Jupitermassen. Der Exoplanet wurde im Jahr 2002 mit Hilfe der Radialgeschwindigkeitsmethode entdeckt.